# دانشگاه کاتولیک پاپی اکوادور
دانشگاه کاتولیک پاپی اکوادور (به اسپانیایی: Pontificia Universidad Católica del Ecuador) یک دانشگاه در اکوادور است که در کیتو واقع شده‌است.